# NCSM Okanagan (S74)
Le NCSM Okanagan (S74) est un sous-marin de la Marine royale canadienne des Forces canadiennes mis en service le 22 juin 1966 et retiré du service le 14 septembre 1998. Il fait partie de la classe Oberon, une série de sous-marins à propulsion conventionnelle de conception britannique construits dans les années 1960 et 1970. Il a été acquis en 1962 lors d'une commande de trois sous-marins jumeaux effectuée dans le contexte de la guerre froide qui a permis au Canada de se doter d'une flotte permanente de sous-marins. Son acquisition fait suite à une décision du gouvernement canadien, décision confirmée en octobre 1963 par le gouvernement libéral nouvellement élu de Lester B. Pearson.
Il est demeuré à quai à Halifax depuis 1998, dans l'attente d'être démoli ou transformé en navire musée. En 2005, la Marine royale canadienne annonce qu'elle songe vendre à la ferraille les quatre Oberons canadiens toujours amarrés au quai d'Halifax car leur état s'est détérioré au point de rendre impossible leur conversion en navire musée. Finalement en 2011, la Marine royale canadienne dispose du sous-marin qui est remorqué en août jusqu'à Port Maitland en Ontario pour y être démoli.